# Dagnija Dreika
Dagnija Dreika znana też jako Dagnija Dreika-Matule (ur. 2 maja 1951 w Rydze) – łotewska pisarka, poetka, tłumaczka i ceniona autorka książek dla dzieci i młodzieży.

## Życiorys
Dagnija Dreika urodziła się 2 maja 1951 roku w Rydze. Jej ojciec był architektem. W latach 1966–1969 uczyła się w szkole w Lipawie, następnie ukończyła szkołę średnią w Rydze. W 1980 roku ukończyła studia na wydziale języka i literatury francuskiej na Uniwersytecie Łotewskim. W 1989 roku studiowała w chorwackim Zagrzebiu. Po powrocie na Łotwę pracowała jako listonosz, księgowa, maszynistka i redaktorka w bibliotece Łotewskiej Akademii Nauk.
W latach 70. zaczęła pisać zawodowo. Debiutem wydawniczym Dreiki jest wiersz Neona gaisma, opublikowany 31 października 1967 roku w gazecie „Komunists”. W 1971 roku wydała pierwszy tom wierszy Brūnās zvaigznes. Napisała także kilka powieści i kilka książek dla dzieci. Drake przetłumaczyła książki na łotewski z języka francuskiego, angielskiego, rosyjskiego, hiszpańskiego, polskiego, bułgarskiego i chorwackiego. Jej własna poezja została przetłumaczona na wiele języków m.in. litewski, rosyjski, francuski, angielski, islandzki, chorwacki, serbski, polski, słowacki i bułgarski. Zbiór opowiadań Stāsti un sāgas został opublikowany w Armenii na Litwie – książka prozy i poezji Vēja smiekli.
W 1982 roku został członkiem Łotewskiego Związku Pisarzy, w 1992 roku członkiem Łotewskiego Związku Dziennikarzy i w 2000 roku członkiem Łotewskiego Stowarzyszenia Autorów. W 2004 roku Drake otrzymała nagrodę LALIGABA – Łotewską Literacką Nagrodę Roku za tłumaczenie Moby Dicka Hermana Melville’a. W 2008 roku otrzymała nagrodę za swoją poezję w Międzynarodowym Konkursie Poezji Mario Dell’Agata we Włoszech.
Dagnija Dreika jest autorką wielu tekstów utworów muzyki pop, do jej utworów muzykę skomponowali m.in. Raimonds Pauls (Sikspārņa Fledermauša šūpļadziesma, Undīne), Aleksandrs Kublinskis (Zemeņu lauks), Boriss Rezņiks (Pasaule, pasaulīt, Es neesmu Džeina Fonda, Tāla uguns, Karavāna), Zigmarsa Liepiņša (Par pazaudēto laiku), Imants Paura (Piezvani man), Guntis Veits (Disnejlenda) i inni kompozytorzy. Jest także autorką scenariusza do filmu telewizyjnego Slepkavība Stailzā (1991) na podstawie książki Agathy Christie.

## Wybrane działa
- Brūnās zvaigznes, 1971
- Mēnessērdzība, 1975
- Stāsti un sāgas, 1981
- Delta, 1982
- Ziedos ieleja, 1986
- Dvēseles zeme, 1988
- Šaipus vējiem, taipus lietiem, 1989
- Sniegs un pilnmēness, 1990
- Mošķustāsti, 1992
- Baložlaika bē(r)niņstās-ti, 1993
- Priekšsvētvakars, 1994
- Burvi, mans burvi..., 1998
- Krimināletīdes, 1998
- Kurmulmurmulis un Kārkauļa ola, 1998
- Udensvējš, 1999
- Dievpalīgs, 2000
- Vēja smiekli, 2001
- Rakargrāmata, 2006
- Nenoģistā roze, 2011
- Kaimiņu būšana, 2015
- Villa Majorenhofa, 2019
- Rīgas mozaīkas, 2019